# Atrichopogon origenus
Atrichopogon origenus är en tvåvingeart som beskrevs av Jean-Jacques Kieffer 1913. Atrichopogon origenus ingår i släktet Atrichopogon och familjen svidknott. Inga underarter finns listade i Catalogue of Life.